# Exochus tegularis
Exochus tegularis är en stekelart som beskrevs av William Harris Ashmead 1894. Exochus tegularis ingår i släktet Exochus och familjen brokparasitsteklar. Inga underarter finns listade i Catalogue of Life.